# Клубе Дешпортиво да Уила
Клубе Деспортиво да Уила (на португалски: Clube Desportivo da Huila, произнася се Клубе Дешпортиву да Уила) е анголски футболен отбор от град Уила, провинция Лубанго. Отборът е създаден през 1955 г. и играе домакинските си мачове на стадион Ещадио да Милитар Уила с капацитет 2000 зрители. През сезон 2007 тимът се класира на 8-о място в елитната анголска дивизия-Гирабола.
Старши треньор е Антонио Барбоса, а президент – ген. Аполо Якувела.